# Maurice Coumétou
Maurice Louis Coumétou, né le 21 mai 1904 à Paris et mort le  15 mars 1999 à Luz-Saint-Sauveur, dans les Hautes-Pyrénées, est un médecin, psychologue et statisticien français. En statistique, on lui doit l'invention du terme ennéachorique pour désigner la corrélation entre deux séries divisées chacune en trois classes.

## Biographie
Il est le fils de  Paul Léon Coumétou (1850-1924) et d'Amélie Valentine Fischer (1866-1947). Il fut l'époux de Jeanne Ben (1904-1998).
En 1938, il assure la direction médicale du Centre scientifique de la main-d’œuvre (CSMO) de la rue Paul-Chautard à Paris.

En 1952, R. Bonnardel effectue une recherche sur les effets des fluctuations d'échantillonnage sur le coefficient de corrélation ennéachorique de Coumétou comparée à celle donnée par la formule de Fisher : 

« La détermination du degré de liaison entre différentes variables étant à la base de très nombreux travaux de psychométrie et de psychologie industrielle, nous avions été amené à expérimenter depuis de nombreuses années les diverses techniques proposées pour estimer les corrélations. Les méthodes classiques du r de Pearson demandant de longs calculs, nous avons cherché à utiliser des techniques plus simples et plus rapides permettant cependant des estimations suffisamment précises. Parmi ces techniques celle du coefficient de corrélation ennéachorique de notre collaborateur et ami, le Dr Coumétou, s'est révélée des plus intéressantes. En particulier, les schémas factoriels auxquels nous a conduit le traitement de matrices de telles corrélations se sont montrées assez stables, relativement à ceux obtenus à partir de séries de coefficients tétrachoriques. »

En 1953, il est chargé de conférences au Laboratoire de psychologie appliquée de l’École des hautes études et en 1956, participe à la rédaction du tome V du Traité de psychologie appliquée intitulé : « Le maniement humain » dirigé par Henri Piéron.

## Le coefficient ennéachorique
Dans De la corrélation entre séries statistiques distribuées en trois classes, dans Le travail humain, 1947, X, p. 271, il définit une méthodologie de détermination de corrélation entre deux séries qualitatives statistiques dépendantes : la corrélation ennéachorique. Cette méthode présente l'avantage, sur la méthode tétrachorique, d'amoindrir le rôle de la partie moyenne dans la distribution des fréquences.
Soit deux séries corrélées discrètes. Elles sont divisées chacune en trois classes et forment alors neuf groupes corrélés. Ces groupes doivent être de tailles approximativement égales.
| Série A               | 1er tercile | 2e tercile | 3e tercile | Série A : Total |
| --------------------- | ----------- | ---------- | ---------- | --------------- |
| Série B : 1er tercile | a           | b          | c          | A               |
| Série B : 2e tercile  | d           | e          | f          | B               |
| Série B : 3e tercile  | g           | h          | i          | C               |
| Série B : Total       | D           | E          | F          | G               |

Le coefficient ennéachorique γ est déterminé par l'équation : γ = (c+g)-(a+i)/A+C+D+F.
La somme des quatre valeurs a+c+g+i, doit représenter de l'ordre de 40 % du total G. En deçà de 25 %, la mesure de la corrélation est faussée.
Cette méthode rapide fut souvent utilisée par les sociologues et les psychologues[réf. souhaitée], jusqu'à l’apparition des ordinateurs qui permirent des calculs complexes sans peine.

## Publications
- L'allergie dans la syphilis. Son étude par l'intradermoréaction au sérum de cheval, thèse, Paris, 1930
- Traitement hydrominéral de la colibacillose, impr. de Thiron, 1934 , 8 p.
- Calcul abrégé de l'écart moyen d'une distribution de valeurs, in Le Travail Humain, tome 9, 1946, p. 201-206 (en ligne)
- De la corrélation entre séries statistiques distribuées en trois classes, dans Le travail humain, 1947, X, p. 271.
- Abaques pour la détermination des erreurs sur les proportions et sur leur différence, 1950
- De la liaison entre les deux variables d'une surface de corrélation divisée en six cases, 1950
- Les grands principes de l'éclairage des locaux de travail, 1952
- Traité de psychologie appliquée : Livre 5, Le maniement humain; avec Henri Piéron, Paris : Presses Universitaires de France, 1956
- Les examens sensoriels, Paris : Presses Universitaires de France , 1959 , 189 p. ; ouvrage qui fut traduit en espagnol : Los Exámenes Sensoriales.

## Hommages
- Directeur honoraire de l'Institut de Médecine du Travail à l'Université de Paris[8].
- Officier de la Légion d'honneur[Quand ?][9].
- Commandeur de l'ordre des Palmes académiques[9].
- Médaille d'argent des épidémies.